# مين ريد كلوز
مين ريد كلوز (بالإنجليزية: Maine Red Claws)‏ هو فريق كرة سلة أمريكي تأسس في سنة 2009 يقع مقره في بورتلاند. يلعب في دوري الرابطة الوطنية لفئة التطوير.

## أبرز اللاعبين
من أبرز اللاعبين السابقين:
- هنري ووكر
- أليكسي أجنسا
- ليستر هدسون
- شيرون كولينز
- أفيري برادلي
- كريغ براكينس
- فاب ميلو
- كريس جوزيف
- مارشون بروكس
- راجون روندو
- فيتور فافيراني
- فاندر بلو

## وصلات خارجية
- الموقع الرسمي